# Aurel Vlad

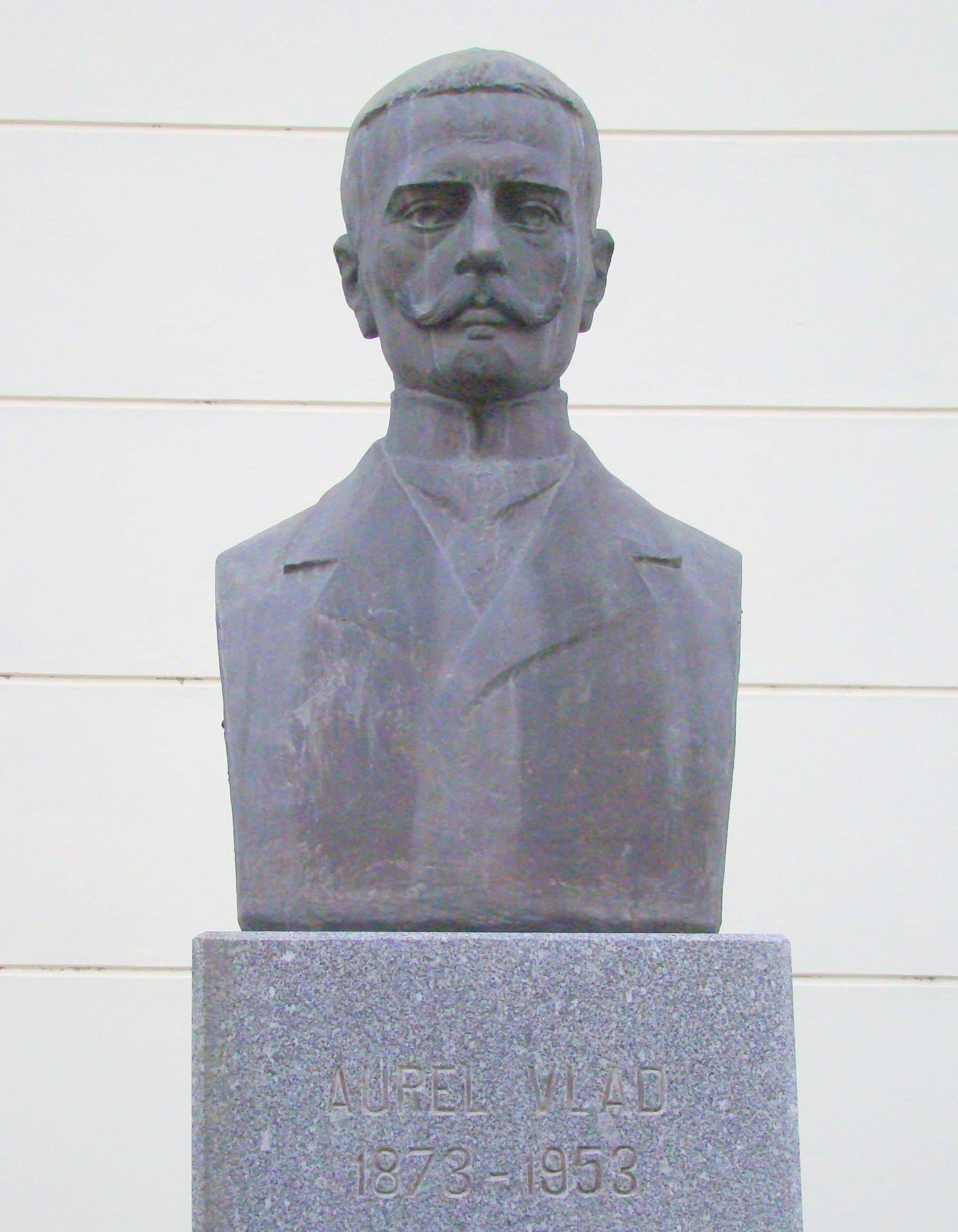
Bustul lui Aurel Vlad, ridicat în Alba Iulia

Aurel A. Vlad (n. 25 ianuarie 1875, Turdaș, Hunedoara, România – d. 2 iulie 1953, Sighetu Marmației, Maramureș, România) a fost avocat, doctor în drept, promotor al Unirii din 1918, membru în Consiliul Dirigent, membru al Partidului Național Român și apoi fondator și fruntaș al P.N.Ț., a fost ministru de finanțe al României în anii 1919-1920,  ministru al Cultelor și Artelor în anii 1928-1929, precum și ministru al Industriei și Comerțului în anii 1929-1930, în guvernul Maniu.

## Biografie și familie
Aurel Vlad s-a născut la 25 ianuarie 1875, în Orăștie. A fost fiul avocatului Alexandru Claudiu Vlad și al Aureliei, fiica lui George Barițiu.
La vârsta de 30 de ani s-a căsătorit cu Ana Adamovici, proprietară la Bobâlna, Hunedoara.

## Studii și activitate profesională
Urmează școala primară și apoi Liceul Reformat „Kocsárd Kún” din Orăștie, obținând în toate clasele cele mai bune rezultate. Avea înclinație spre matematici și limba latină. Printre dascălii săi s-a numărat și Elie Cristea, viitorul Patriarh al României întregite.
A continuat să studieze Dreptul la Budapesta, obținând în anul 1898, titlul de doctor în drept.  
ȘI-a făcut stagiatura ca avocat în orașul Hațeg, a debutat ca avocat la Deva, iar în anul 1901 se mută la Orăștie, unde este numit al doilea director al Băncii „Ardeleana”.
În anul 1902 inființează ziarul „Libertatea”.
A fost director și proprietar al ziarului „Solia Dreptății” din Orăștie. 
Participând la alegerile parlamentare, Aurel Vlad, a pătruns ca deputat în Parlamentul de la Budapesta, în anul 1903 în urma victoriei asupra candidatului oficial al guvernului, la Dobra. 
Aurel Vlad a jucat un rol deosebit în revoluția din toamna anului 1918, fiind ales președintele Consiliului Național Român din Orăștie. În urma Marii Adunări Naționale de la Alba Iulia, din 1 decembrie 1918, Aurel Vlad a fost ales membru în Consiliul Dirigent, repartizându-i resortul finanțelor.
A avut ca misiune eliminarea monedei străine de pe teritoriul Ardealului și unificarea monetară cu Vechiul Regat. În anii care au urmat, a fost numit ministru al Finanțelor și ministru al Industriei și Comerțului în guvernările țărăniste. 
A făcut parte din Sinoadele și Congresele Bisericii Ortodoxe.
A fost arestat de Securitatea din Sibiu în noaptea de 5/6 mai 1950, în Noaptea demnitarilor, la vârsta de 75 ani, a fost adus la Închisoarea Sighet la 7 mai, fiind „internat” pe timp de 24 luni. Ulterior a fost încadrat în Decizia M.A.I. nr. 334/1951. Deși murise deja în penitenciarul Sighet la 2 iulie 1953, conform Deciziei M.A.I. numărul 559 din 6 august 1953, pedeapsa i-a fost majorată cu 60 de luni.

## Onoruri
În 1939, Aurel Vlad a fost decorat cu Ordinul Național Serviciul Credincios.
În anul 1999 Aurel Vlad a fost declarat Cetățean de Onoare al Orăștiei (post - mortem).